# Corallana glabra
Corallana glabra är en kräftdjursart som beskrevs av Hugo Frederik Nierstrasz 1931. Corallana glabra ingår i släktet Corallana och familjen Corallanidae. Inga underarter finns listade i Catalogue of Life.